# Вилес Десоус (Долина Аосте)
Вилес Десоус је насеље у Италији у округу Долина Аосте, региону Долина Аосте.
Према процени из 2011. у насељу је живело 105 становника. Насеље се налази на надморској висини од 782 м.